# Oddbjørn Hagen
Oddbjørn Hagen (3. února 1908, Ytre Rendal – 25. června 1983, Skedsmo) byl norský běžec na lyžích a sdruženář (závodník v severské kombinaci). V obou sportech dosáhl na olympijské cenné kovy i medaile ze světových šampionátů.
V severské kombinaci se stal olympijským vítězem, když triumfoval v závodě jednotlivců (K95/18 km) na hrách v Garmisch-Partenkirchenu roku 1936. Má též dva sdruženářské tituly mistra světa, z let 1934 a 1935. Na olympiádě v Garmischi se běžecká část sdruženářského závodu konala ještě v rámci klasického běžeckého závodu na trati 18 km. Hagenův výsledek zde stačil na stříbrnou běžeckou medaili (a zajistil mu průběžné první místo sdruženářského závodu). Nastoupil i do norské běžecké štafety (4x10 km) a získal s ní další stříbro, když na svém prvním úseku vytvořil pro Nory minutový náskok před ostatními, jenž ztratil až finišmen štafety Bjarne Iversen. Se třemi medailemi byl Hagen druhým nejúspěšnějším sportovcem her v Garmischi, za svým krajanem, rychlobruslařem Ivarem Ballangrudem. Přesně stejného výsledku jako na hrách Hagen dosáhl i na mistrovství světa v klasickém lyžování ve Vysokých Tatrách v roce 1935, tedy běžeckého stříbra z 18 kilometrové trati (kde si zároveň vytvořil skvělou výchozí pozici pro sdruženářský skokanský závod druhého dne) a ze štafety.